# Roodstuitspreeuw

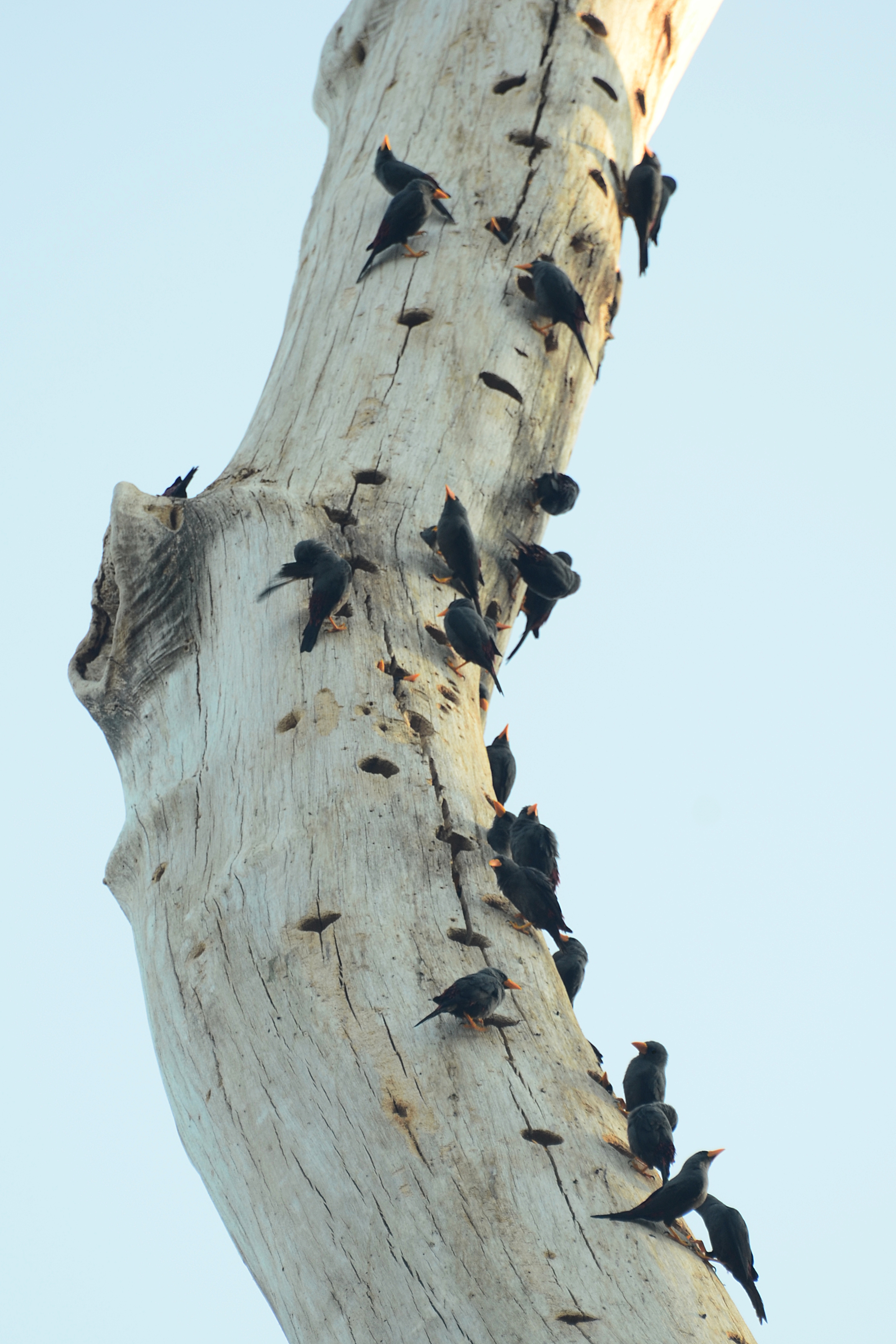
een kolonie in een boomstam

De roodstuitspreeuw (Scissirostrum dubium) is een vogelsoort uit de familie Sturnidae.

## Verspreiding en leefgebied
Deze soort is endemisch op het eiland Celebes in Indonesië.